# دره میانه سفلی
دره میانه سفلی، روستایی از توابع بخش زند شهرستان ملایر در استان همدان ایران است.

## جمعیت
این روستا در دهستان کمازان سفلی قرار دارد و براساس سرشماری مرکز آمار ایران در سال ۱۳۹۵، جمعیت آن ۱۳۶ نفر (۵۱خانوار) بوده‌است.

## هنر موسیقی
تعدادی از اهالی این روستا با موسیقی مقامی ایران آشنا بوده و ساز تنبور را می نوازند.